# Рада міністрів РРФСР
Рада міністрів РРФСР (Радмін РРФСР) — вищий виконавчий та розпорядчий орган державної влади Російської Радянської Федеративної Соціалістичної Республіки (РРФСР), що діяв у період з 1946 до 1991 року, до перетворення РРФСР на Російську Федерацію. Рада Міністрів РРФСР мала широкі повноваження в галузі розв'язання питань державного управління, віднесених до відомства РРФСР та які не входили до компетенції Верховної Ради РРФСР та Президії Верховної Ради РРФСР.
1991 року перейменована на «Раду міністрів Російської Федерації», а 1993 року — на «Уряд Російської Федерації», який нині виконує функції вищого федерального органу виконавчої влади в Росії.

## Історія
Раду міністрів РРФСР було започатковано Указом Президії Верховної Ради РРФСР від 23 березня 1946 року замість Ради народних комісарів РРФСР. Підставою для цього перетворення став Закон СРСР від 15 березня 1946 року, який передбачав перетворення Ради народних комісарів СРСР на Раду міністрів СРСР. Відповідно до цього закону РНК всіх союзних і автономних республік також підлягали перейменуванню на Ради міністрів.
Після обрання 29 травня 1990 року Бориса Єльцина депутатом, а потім головою Верховної Ради РРФСР від опозиційного блоку Демократична Росія, новим керівництвом Росії був проголошений курс на суверенітет, який зрештою призвів до виходу РРФСР зі складу СРСР та перетворення Росії на окрему державу.
Після перемоги на президентських виборах РРФСР восени 1991 року Борис Єльцин став до реалізації радикальної економічної реформи. На період економічної реформи президент поклав на себе безпосереднє керівництво урядом і доручив Раді міністрів РРФСР виконувати обов'язки з управління економікою країни до формування нового урядового органу, який починаючи з цього часу отримав неофіційне найменування Уряд РРФСР.
15 листопада 1991 року Рада міністрів РРФСР була у повному складі відправлена у відставку.
У зв'язку з перейменуванням РРФСР на Російську Федерацію 25 грудня 1991 року, Рада міністрів РРФСР отримала нове офіційне найменування — Рада міністрів Російської Федерації. Незважаючи на це, упродовж 1992 року російські відомства продовжували використовувати абревіатуру «РРФСР» у своїх документах.

## Склад
Рада міністрів РРФСР утворювалась Верховною Радою РРФСР у такому складі:
- Голова Ради міністрів
- Перші заступники і заступники голови Ради міністрів
- Міністри
- Голови державних комітетів
- Керівники інших органів та організацій (за узгодженням з Верховною Радою РРФРС)

### Підвідомчі установи
Частина установ РРФСР перебувала у подвійному підпорядкуванні. Так, союзно-республиканські міністерства й комітети РРФСР одночасно підпорядковувались Раді міністрів РРФСР та відповідному відомству СРСР. Положення про ці російські відомства, їхня структура й чисельність працівників центрального апарату затверджувались Радою міністрів РРФСР за узгодженням із союзними відомствами. На відміну від союзно-республіканських закладів, республіканські міністерства й комітети РРФСР підпорядковувались тільки Раді міністрів РРФСР.

#### Міністерства
- Міністерство автомобільних доріг
- Міністерство автомобільного транспорту
- Міністерство автомобільного транспорту і шосейних доріг
- Міністерство побутового обслуговування населення
- Міністерство вищої та середньої спеціальної освіти
- Міністерство геології
- Міністерство заготовок
- Міністерство охорони здоров'я
- Міністерство закордонних справ
- Міністерство культури
- Міністерство легкої промисловості
- Міністерство лісового господарства
- Міністерство меліорації й водного господарства
- Міністерство місцевої промисловості
- Міністерство промисловості будівельних матеріалів
- Міністерство просвіти
- Міністерство рибного господарства
- Міністерство річкового флоту
- Міністерство зв'язку
- Міністерство соціального забезпечення
- Міністерство паливної промисловості
- Міністерство текстильної промисловості
- Міністерство торгівлі
- Міністерство фінансів
- Міністерство хлібопродуктів
- Міністерство юстиції
- Міністерство житлово-цивільного будівництва
- Міністерство житлово-комунального господарства

#### Державні комітети
- Державний плановий комітет
- Державний агропромисловий комітет
- Державний комітет РРФСР у справах будівництва (Держбуд)
- Державний комітет з матеріально-технічного постачання
- Державний комітет із забезпечення нафтопродуктами
- Державний комітет з праці та соціальних питань
- Державний комітет з цін
- Державний комітет із професійно-технічної освіти
- Державний комітет з кінематографії
- Державний комітет у справах видавництв, поліграфії та книжкової торгівлі
- Державний комітет з фізичної культури та спорту

## Голови Ради міністрів РРФСР
- Косигін Олексій Миколайович (23 березня 1946 — 23 березня 1946)
- Родіонов Михайло Іванович (23 березня 1946 — 9 березня 1949)
- Чорноусов Борис Миколайович (9 березня 1949 — 20 жовтня 1952)
- Пузанов Олександр Михайлович (20 жовтня 1952 — 24 січня 1956)
- Яснов Михайло Олексійович (24 січня 1956 — 19 грудня 1957)
- Козлов Фрол Романович (19 грудня 1957 — 31 березня 1958)
- Полянський Дмитро Степанович (31 березня 1958 — 23 листопада 1962)
- Воронов Геннадій Іванович (23 листопада 1962 — 23 липня 1971)
- Соломенцев Михайло Сергійович (28 липня 1971 — 24 червня 1983)
- Воротников Віталій Іванович (24 червня 1983 — 3 жовтня 1988)
- Власов Олександр Володимирович (3 жовтня 1988 — 15 червня 1990)
- Силаєв Іван Степанович (15 червня 1990 — 26 вересня 1991)
- Лобов Олег Іванович (26 вересня — 15 листопада 1991) (де-факто виконував обов'язки голови до самої відставки Ради міністрів РРФСР)

## 1-ші заступники голови Ради міністрів РРФСР
- Макаров Валентин Іванович (26 червня 1948 — 12 липня 1949)
- Сафронов Арсеній Михайлович (12 липня 1949 — 13 жовтня 1957)
- Лобанов Павло Павлович (15 серпня 1953 — 28 лютого 1955)
- Альохін Дмитро Іванович (26 березня 1955 — 29 серпня 1957)
- Лебедєв Іван Кононович (26 березня 1955 — 24 квітня 1956)
- Пузанов Олександр Михайлович (24 січня 1956 — 21 лютого 1957)
- Байбаков Микола Костянтинович (4 травня 1957 — 7 травня 1958)
- Яснов Михайло Олексійович (19 грудня 1957 — 23 грудня 1966)
- Новиков Володимир Миколайович (7 травня 1958 — 16 квітня 1959)
- Смирнов Микола Іванович (24 березня 1962 — 18 січня 1964)
- Максимов Леонід Іванович (18 січня 1964 — 19 грудня 1964)
- Писін Костянтин Георгійович (19 грудня 1964 — 1 лютого 1971)
- Школьников Олексій Михайлович (10 листопада 1965 — 30 липня 1974)
- Васильєв Микола Федорович (18 лютого 1971 — 13 квітня 1979)
- Воротников Віталій Іванович (10 липня 1975 — 4 квітня 1979)
- Єрмін Лев Борисович (18 квітня 1979 — 20 квітня 1989)
- Орлов Володимир Павлович (18 квітня 1979 — 26 березня 1985)
- Гусєв Володимир Кузьмич (26 березня 1985 — 20 червня 1986)
- Табеєв Фікрят Ахмеджанович (27 червня 1986 — 15 травня 1990)
- Сизенко Євген Іванович (21 червня 1989 — 14 липня 1990)
- Кулик Геннадій Васильович (14 липня 1990 — 10 липня 1991); (в.о.) (11 — 15 липня 1991)
- Скоков Юрій Володимирович (8 вересня 1990 — 10 липня 1991)
- Лобов Олег Іванович (із розвитку територій та економічних регіонів) (19 квітня 1991 — 11 липня 1991)
- Лобов Олег Іванович (в.о.) (11 — 15 липня 1991)
- Лобов Олег Іванович (15 липня 1991 — 6 листопада 1991)

## Заступники голови Ради міністрів РРФСР
- Макаров Валентин Іванович (липень 1946 — 26 червня 1948)
- Далматов Іван Петрович (січень 1947 — 20 квітня 1949)
- Прокоф'єв Олексій Макарович (22 листопада 1947 — 25 травня 1953)
- Басов Михайло Васильович (24 травня 1948 — 1949)
- Безсонов Михайло Михайлович (20 квітня 1949 — 1 жовтня 1952)
- Зуєва Тетяна Михайлівна (20 квітня 1949 — 1 квітня 1953)
- Майоров Прокіп Васильович (12 липня 1949 — 26 серпня 1950)
- Проферансов Дмитро Петрович (27 червня 1951 — 2 червня 1953)
- Маслов Василь Олексійович (1 жовтня 1952 — 25 лютого 1958)
- Альохін Дмитро Іванович (11 листопада 1952 — 26 березня 1955)
- Іванов Василь Іванович (17 січня 1953 — 10 червня 1955)
- Безпалов Микола Миколайович (14 квітня 1954 — 13 червня 1958)
- Мастеров Микола Петрович (26 березня 1955 — 4 червня 1957)
- Чадаєв Яків Єрмолайович (26 березня 1955 — 4 червня 1957)
- Чесноков Микола Єрмолайович (26 березня 1955 — 4 червня 1957)
- Соколов Костянтин Михайлович (10 червня 1955 — 25 лютого 1958)
- Дигай Микола Олександрович (25 лютого 1958 — 30 липня 1958)
- Органов Микола Миколайович (25 лютого 1958 — 26 листопада 1959)
- Рябиков Василь Михайлович (28 березня 1958 — 26 травня 1961)
- Струєв Олександр Іванович (29 травня 1958 — 29 грудня 1962)
- Яковлєв Михайло Данилович (13 червня 1958 — 5 серпня 1960)
- Новиков Володимир Миколайович (16 квітня 1959 — 11 травня 1960)
- Смирнов Григорій Лаврентійович (20 січня 1960 — 14 червня 1960)
- Герасимов Костянтин Михайлович (11 травня 1960 — 6 травня 1974)
- Бухаров Олександр Семенович (27 жовтня 1960 — 5 квітня 1963)
- Московський Василь Петрович (27 жовтня 1960 — 2 липня 1962)
- Аброскін Павло Іванович (17 травня 1961 — 18 червня 1962)
- Афанасьєв Сергій Олександрович (3 червня 1961 — 6 березня 1965)
- Воронов Іван Омелянович (10 лютого 1962 — 15 жовтня 1965)
- Краснов Микола Федорович (8 червня 1962 — 20 лютого 1963)
- Кочемасов В'ячеслав Іванович (16 липня 1962 — 13 червня 1983)
- Єнютін Георгій Васильович (18 грудня 1962 — 7 липня 1966)
- Промислов Володимир Федорович (21 січня 1963 — 3 квітня 1963)
- Дьяков Валентин Олександрович (5 березня 1963 — 13 лютого 1976)
- Качалов Микола Миколайович (5 квітня 1963 — 12 квітня 1967)
- Аброскін Павло Іванович (15 серпня 1963 — 15 грудня 1965)
- Доєнін Василь Миколайович (23 березня 1965 — 7 жовтня 1965)
- Карпова Євдокія Федорівна (3 січня 1966 — 7 грудня 1987)
- Бірюков Анатолій Юхимович (12 квітня 1967 — 20 травня 1971)
- Демченко Володимир Акимович (12 квітня 1967 — 26 березня 1985)
- Ликова Лідія Павлівна (12 квітня 1967 — 23 грудня 1985)
- Калашников Олексій Максимович (20 травня 1971 — 26 березня 1985)
- Алексанкін Олександр Васильович (3 квітня 1974 — 14 липня 1990)
- Масленников Микола Іванович (6 травня 1974 — 26 липня 1989)
- Казаков Василь Іванович (18 травня 1976 — 24 жовтня 1990)
- Чехарін Євген Михайлович (27 серпня 1983 — 24 серпня 1989)
- Горшков Леонід Олександрович (26 березня 1985 — 14 липня 1990)
- Дмитрієв Іван Миколайович (26 березня 1985 — 26 червня 1987)
- Трубілін Микола Тимофійович (6 січня 1986 — 24 травня 1990)
- Лобов Олег Іванович (2 липня 1987 — 17 лютого 1989)
- Льовіна Тамара Миколаївна (16 квітня 1988 — 14 липня 1990)
- Бабенко Олександр Олександрович (2 березня 1989 — 14 липня 1990)
- Хом'яков Олександр Олександрович (26 липня 1989 — 14 липня 1990)
- Захаров Василь Георгійович (24 серпня 1989 — 14 липня 1990)
- Чичканов Валерій Петрович (27 лютого 1990 — 14 липня 1990)
- Сайкін Валерій Тимофійович (13 квітня 1990 — 14 липня 1990)
- Гаврилов Ігор Трифонович (14 липня 1990 — 11 липня 1991)
- Малишев Микола Григорович (14 липня 1990 — 11 липня 1991)
- Фільшин Геннадій Інокентійович (14 липня 1990 — 13 лютого 1991)
- Явлінський Григорій Олексійович (14 липня 1990 — 22 листопада 1990)
- Малей Михайло Дмитрович (21 листопада 1990 — 11 липня 1991)
- Гребешова Інга Іванівна (із соціальної політики) (31 січня 1991 — 11 липня 1991)
- Каменєв Олександр Федорович (18 лютого 1991 — 11 липня 1991)
- Гаврилов Ігор Трифонович (в.о., 11 липня 1991 — 25 липня 1991)
- Гребешова Інга Іванівна (в.о., 11 липня 1991 — 25 липня 1991)
- Малей Михайло Дмитрович (в.о., 11 липня 1991 — 14 серпня 1991)
- Каменєв Олександр Федорович (в.о., 11 липня 1991 — 9 вересня 1991)
- Гаврилов Ігор Трифонович (25 липня 1991 — 5 грудня 1991)
- Гребешова Інга Іванівна (25 липня 1991 — 5 грудня 1991)
- Кулик Геннадій Васильович (30 липня 1991 — 15 листопада 1991)
- Малей Михайло Дмитрович (14 серпня 1991 — 6 листопада 1991)
- Сабуров Євген Федорович (15 серпня 1991 — 5 грудня 1991)
- Каменєв Олександр Федорович (9 вересня 1991 — 5 грудня 1991)